# Harper Collins
Harper Collins Publishers, även HarperCollins, är ett amerikanskt allmänutgivande bokförlag med säte i New York och verksamhet i 17 länder. Harper Collins är ett av de fem största engelskspråkiga förlagen, vid sidan om Penguin Random House, Simon & Schuster, Hachette och Macmillan. 
Förlaget äger en rad imprintförlag, däribland Harlequin. Det nordiska dotterbolaget med utgivning i Sverige, Norge, Danmark och Finland heter Harper Collins Nordic och ger ut böcker under varumärken: HarperCollins, HarperLove och Harlequin.

## Historia
Namnet kommer av de tidigare separata förlagen Harper & Row och Collins. Harper grundades i USA år 1817 som J. & J. Harper, ett namn som senare byttes till Harper & Brothers. Förlaget gick samman med Row, Peterson & Company år 1962 och bildade Harper & Row. Collins grundades i Skottland år 1819. De båda förlagen Harper & Row och Collins slogs ihop år 1990 och bildade då Harper Collins.